# Pyrgotis
Pyrgotis es un género de polillas de la familia Tortricidae.

## Especies
- Pyrgotis arcuata (Philpott, 1915)
- Pyrgotis calligypsa (Meyrick, 1926)
- Pyrgotis chrysomela (Meyrick, 1914)
- Pyrgotis consentiens Philpott, 1916
- Pyrgotis eudorana Meyrick, 1885
- Pyrgotis humilis Philpott, 1930
- Pyrgotis plagiatana (Walker, 1863)
- Pyrgotis plinthoglypta Meyrick, 1892
- Pyrgotis pyramidias Meyrick, 1901
- Pyrgotis siderantha (Meyrick, 1905)
- Pyrgotis transfixa (Meyrick, 1924)
- Pyrgotis zygiana Meyrick, 1882